# Giardino chimico

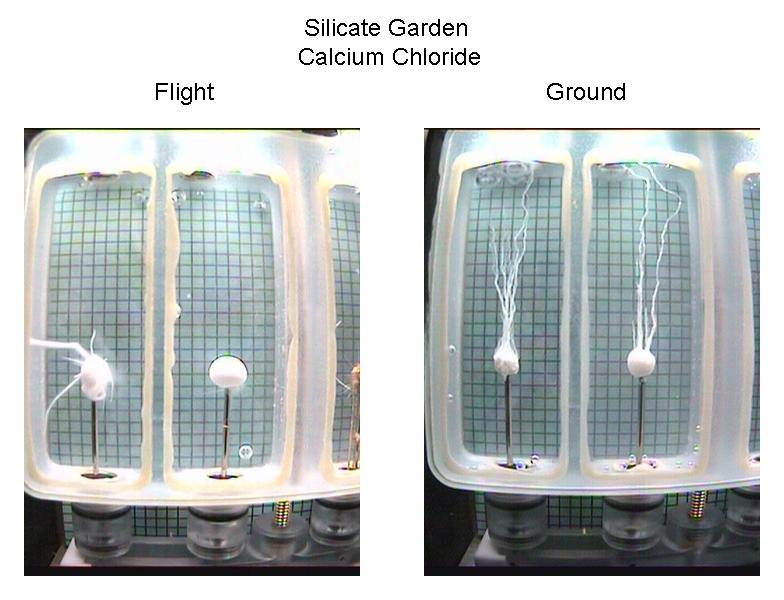
Confronto tra giardini chimici preparati da ricercatori della NASA sulla Stazione Spaziale Internazionale (a sinistra) e a terra (a destra).

Il giardino chimico è un esperimento di chimica che si effettua normalmente aggiungendo sali metallici solidi come il solfato di rame(II) o il cloruro di cobalto(II) ad una soluzione di silicato di sodio (anche nota come vetro solubile). In breve tempo si osserva la formazione e la crescita di strutture solide, colorate a seconda del metallo, con una forma che può assomigliare a quella di vegetali. Il giardino chimico fu osservato e descritto per la prima volta da Johann Rudolph Glauber nel 1646. Nella sua forma originale venivano aggiunti cristalli di cloruro di ferro(II) ad una soluzione di silicato di potassio.
La formazione del giardino chimico si basa sul fatto che la maggior parte dei metalli di transizione forma silicati colorati e insolubili in acqua. Il meccanismo di formazione è il seguente. Inizialmente i cristalli di sale metallico (ad. es. cloruro di cobalto) iniziano a sciogliersi nella soluzione acquosa. I cationi di cobalto disciolto reagiscono subito con l'anione silicato formando silicato di cobalto insolubile. Questo solido forma attorno ai cristalli di sale metallico una membrana semipermeabile che può essere attraversata solo da molecole di acqua. Dato che la forza ionica della soluzione di cobalto entro la membrana è maggiore di quella della soluzione esterna di silicato, si crea una pressione osmotica all'interno della membrana, che finisce col causare la rottura della membrana. I cationi cobalto fuoriescono dal buco formatosi e reagiscono con gli anioni silicato formando nuovo solido. In questo modo il processo di crescita del solido continua nel recipiente e si formano strutture che possono assomigliare a vegetali; il colore del solido dipende dal metallo usato. Le forme solide che si formano tendono a crescere verso l'alto, perché la pressione sul fondo del recipiente è maggiore che verso la superficie.
La formazione del giardino chimico può sembrare solo un esperimento divertente, ma è stata studiata anche in modo serio.. Questa chimica è collegata alla reazione di presa del cemento, e anche alla corrosione di superfici di acciaio, dove si possono formare strutture tubolari.